# Erfüllte Zeit
Erfüllte Zeit war der Titel einer Hörfunksendung, die Ö1 seit dem 6. Juni 1993 jeden Sonntag und Feiertag von  7.05 Uhr bis 8.00 Uhr ausstrahlte, zuletzt 2017. Das nachfolgende Format heißt Lebenskunst.
Erfüllte Zeit beschäftigte sich mit der Bedeutung der Religion für das Leben. Zuständiger Redakteur war Martin Gross, der neben Brigitte Krautgartner und Markus Veinfurter auch selbst moderierte.
Der Titel der Sendung spielte an auf die Bedeutung des Wortes Kairos für einen geeigneten Zeitpunkt.

## Fixe Elemente der Sendung
- Das Evangelium des Tages (nach der Leseordnung der römisch-katholischen Kirche), bzw. einmal im Monat den evangelischen Predigttext, gelesen von Ernst Grissemann, später Peter Matić
- Eine Homilie dazu
- Beiträge und Reportagen beschäftigen sich mit den vielfältigen Aspekten religiösen Lebens
- Die Pfarre, aus der der Radiogottesdienst in Ö2 übertragen wird, wird vorgestellt.
- geistliche Musik